# Asociación de Fútbol de Yugoslavia
La Asociación de Fútbol de Yugoslavia (en serbio: Фудбалски Савез Југославије/ Fudbalski Savez Jugoslavije, croata: Nogometni savez Jugoslavije; bosnio: Fudbalski savez Jugoslavije; esloveno: Nogometna zveza Jugoslavije; macedonio: Фудбалски Сојуз на Југославија/ Fudbalski Sojuz na Jugoslavija) fue el organismo rector del fútbol en Yugoslavia, con sede en Belgrado y una importante rama administrativa en Zagreb.
Desde su fundación en 1919 organizó el campeonato de Liga y de Copa de Yugoslavia, así como los partidos de la selección nacional en sus distintas categorías. La Federación fue disuelta con la desintegración de Yugoslavia y el estallido de las guerras yugoslavas.

## Historia
La Federación se formó en 1919 en Zagreb bajo el nombre croata Jugoslavenski nogometni savez y se convirtió en el miembro temporal de la FIFA el 4 de mayo de 1921, que pasó a ser permanente el 20 de mayo de 1923. El nombre cambió más adelante a Nogometni savez Jugoslavije. Después de desacuerdos entre las subasociaciones de Zagreb y Belgrado en 1929, la Asamblea de la Asociación de Fútbol de Yugoslavia se disolvió en 1929, posteriormente con la Dictadura del 6 de enero de Alejandro I, la sede de la asociación se trasladó a Belgrado al año siguiente, el 16 de marzo de 1930 donde la organización modificó su nombre al serbio Fudbalski Savez Jugoslavije.
Durante este tiempo hubo varias subasociaciones que organizaron el fútbol a nivel regional. Estas fueron:
- Subasociación de Fútbol de Belgrado (1920)
- Subasociación de Fútbol de Cetiña (1931)
- Subasociación de Fútbol de Kragujevac (1931)
- Subasociación de Fútbol de Ljubljana
- Subasociación de Fútbol de Niš (1931)
- Subasociación de Fútbol de Novi Sad (1930)
- Subasociación de Fútbol de Osijek
- Subasociación de Fútbol de Sarajevo
- Subasociación de Fútbol de Skoplje (1927)
- Subasociación de Fútbol de Split (1920)
- Subasociación de Fútbol de Subotica
- Subasociación de Fútbol de Veliki Bečkerek (1930)
- Subasociación de Fútbol de Zagreb (1919)
- Subasociación de Fútbol de Zrenjanin

El 1 de octubre de 1939, la asociación se restableció como la Asociación Suprema de Fútbol de Yugoslavia (Vrhovni nogometni savez Jugoslavije), que se componía de las asociaciones: Federación de Fútbol de Eslovenia (Slovenačka nogometna zveza) que cubría la Drava Banovina, la Federación Croata de Fútbol (Hrvatski nogometni savez) que cubría la Banovina de Croacia y la Federación de Fútbol Serbia (Srpski loptački savez) que cubría el resto del estado. En 1954 la Asociación de Fútbol de Yugoslavia se convirtió en miembro de la UEFA.
En 1991, la República Federal Socialista de Yugoslavia se disolvió, pero las repúblicas de Serbia y Montenegro reconstituyeron una unión bajo el nombre de República Federal de Yugoslavia, alegando que la sucesión de la ex Yugoslavia era exclusivamente para ellos, incluyendo una asociación de fútbol, por lo que mantenía la asociación de fútbol junto con sus miembros en la FIFA y la UEFA en exclusiva. La Asociación de Fútbol de Yugoslavia fue reemplazada por la Asociación de Fútbol de Serbia y Montenegro en 2003, cuando el país cambió su nombre por el de Serbia y Montenegro.

## Federaciones sucesoras
- Federación Croata de Fútbol - 1912
- Asociación de Fútbol de Serbia - 18 de abril de 1919—28 de junio de 2006[3] (la autónoma Asociación de Fútbol de Vojvodina, 9 de enero de 1949.[4])
- Federación Eslovena de Fútbol - 1920
- Federación de Fútbol de Montenegro - 1931
- Federación de Fútbol de Macedonia del Norte - 1949
- Federación de Fútbol de Bosnia y Herzegovina - 1992

- Asociación de Fútbol de (RF) Yugoslavia - 1992 -> Asociación de Fútbol de Serbia y Montenegro - 2003